# Mehrdad Vahabi
 (janvier 2025).
La mise en forme du texte ne suit pas les recommandations de Wikipédia : il faut le « wikifier ».
Les points d'amélioration suivants sont les cas les plus fréquents. Le détail des points à revoir est peut-être précisé sur la page de discussion.
- Les titres sont pré-formatés par le logiciel. Ils ne sont ni en capitales, ni en gras.
- Le texte ne doit pas être écrit en capitales (les noms de famille non plus), ni en gras, ni en italique, ni en « petit »…
- Le gras n'est utilisé que pour surligner le titre de l'article dans l'introduction, une seule fois.
- L'italique est rarement utilisé : mots en langue étrangère, titres d'œuvres, noms de bateaux, etc.
- Les citations ne sont pas en italique mais en corps de texte normal. Elles sont entourées par des guillemets français : « et ».
- Les listes à puces sont à éviter, des paragraphes rédigés étant largement préférés. Les tableaux sont à réserver à la présentation de données structurées (résultats, etc.).
- Les appels de note de bas de page (petits chiffres en exposant, introduits par l'outil «  Source ») sont à placer entre la fin de phrase et le point final[comme ça].
- Les liens internes (vers d'autres articles de Wikipédia) sont à choisir avec parcimonie. Créez des liens vers des articles approfondissant le sujet. Les termes génériques sans rapport avec le sujet sont à éviter, ainsi que les répétitions de liens vers un même terme.
- Les liens externes sont à placer uniquement dans une section « Liens externes », à la fin de l'article. Ces liens sont à choisir avec parcimonie suivant les règles définies. Si un lien sert de source à l'article, son insertion dans le texte est à faire par les notes de bas de page.
- La présentation des références doit suivre les conventions bibliographiques. Il est recommandé d'utiliser les modèles {{Ouvrage}}, {{Chapitre}}, {{Article}}, {{Lien web}} et/ou {{Bibliographie}}. Le mode d'édition visuel peut mettre en forme automatiquement les références.
- Insérer une infobox (cadre d'informations à droite) n'est pas obligatoire pour parachever la mise en page.

Pour une aide détaillée, merci de consulter Aide:Wikification.
Si vous pensez que ces points ont été résolus, vous pouvez retirer ce bandeau et améliorer la mise en forme d'un autre article.
Mehrdad Vahabi (né en 1963) est un professeur iranien d'économie à l'Université Sorbonne Paris Nord (Paris) et directeur du Centre d'économie Paris Nord-CEPN,,.

## Biographie
Vahabi est né en 1963 à Téhéran. Il effectue ses études supérieures d'abord aux États-Unis puis en France. En 1981, il obtient son baccalauréat à l'Université de Chicago, puis en octobre 1993, il obtient son doctorat en économie de l'Université Paris 7 sur La pensée économique de János Kornai (1955-1984) : de la réforme de l'économie socialiste à la théorie de l'économie de pénurie. Il obtient ensuite son Habilitation à Diriger des Recherches (HDR) de l'Université Paris 1 sur Les modes de coordination et les institutions : vers une approche dynamique. Il est actuellement professeur d'économie à l'Université Sorbonne Paris Nord, et directeur du Centre d'économie Paris Nord-CEPN, une filiale du Centre national de la recherche scientifique,,.

## Travaux
Dans son ouvrage The Political Economy of Predation (2016), qui se situe à la croisée des chemins entre choix publics et nouvelle économie institutionnelle, Vahabi s’appuie sur le concept de prédation pour revisiter l’analyse de la genèse de l’État, des conflits d’États et de la transition de l’autocratie à la démocratie.
Son ouvrage ultérieur, Destructive Coordination, Anfal and Islamic Political Capitalism: A New Reading of Contemporary Iran (2023), est une étude des finances publiques islamiques qui décrit comment l’idéologie et la politique permettent l’émergence d’institutions qui contribuent à des crises perpétuelles. Avec un accent particulier sur l'Iran et une institution spécifique, Anfal.

### Livres
- (en) Mehrdad Vahabi, The Legacy of Janos Kornai: Collected Economic Essays on Janos Kornai, Palgrave Macmillan Cham, 2025 (ISBN 978-3-031-83239-0, lire en ligne)

- (en) Mehrdad Vahabi, Destructive Coordination, Anfal and Islamic Political Capitalism: A New Reading of Contemporary Iran, Palgrave Macmillan Cham, 2023 (ISBN 978-3-031-17676-0, DOI 10.1007/978-3-031-17674-6)[10]
- (en) Mehrdad Vahabi, The Political Economy of Predation: Manhunting and the Economics of Escape, Cambridge University Press, 2016 (ISBN 9781316460139, DOI 10.1017/CBO9781316460139)[11]
- (en) Mehrdad Vahabi, The Political Economy of Destructive Power, Edward Elgar Publishing, 2004 (ISBN 9781845421724, DOI 10.4337/9781845421724)[12]